# 蒲生岳

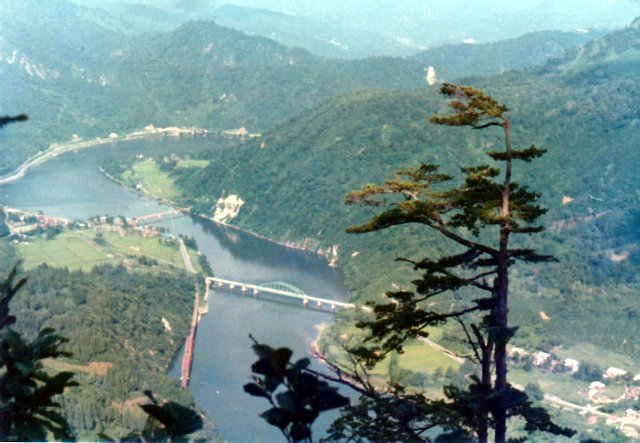
会津蒲生岳より見る只見川と寄岩橋。

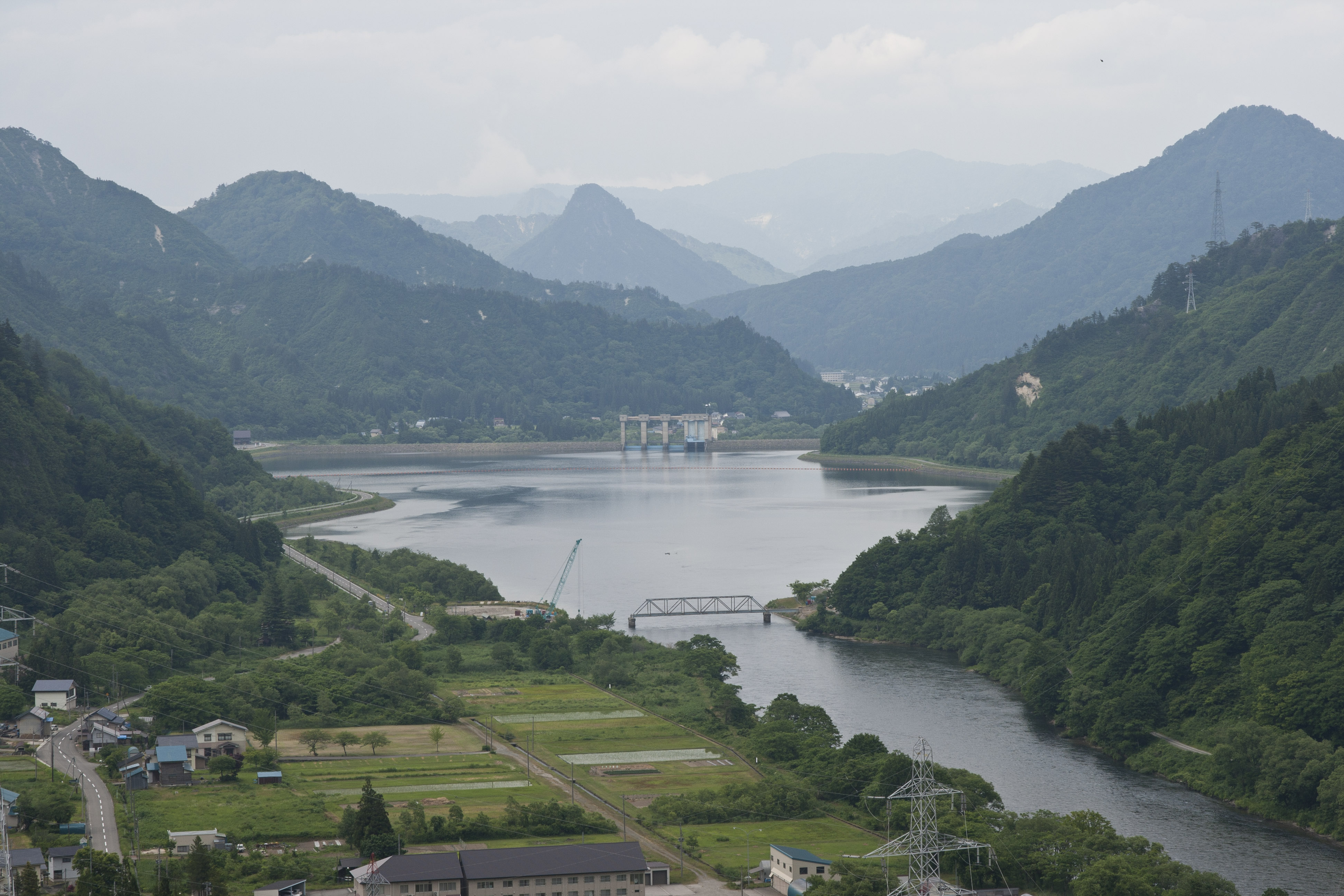
只見ダム側よりみる蒲生岳（中央）。

蒲生岳（がもうだけ）は、福島県南会津郡只見町にある山。標高828m。越後三山只見国定公園に属する。要害山、会津朝日岳、浅草岳とともに只見四名山の一つ。

## 概要
山容は尖っており険しく、登山家の田部井淳子によって「会津のマッターホルン」と名付けられた。登山道には地元住民が登山客の安全を考えて鎖やロープが設置された。登山道は落雪の影響を受け、毎年、鎖を整備し直す必要があり、山開きは毎年6月第1日曜日となっている。
登山道の一つである久保登山口は会津蒲生駅近くの蒲生かたくり公園にある（地震や豪雨の影響で2017年3月現在、久保登山口が唯一の登山口になっている）。
山頂からは360度の眺望があり、西側からは浅草岳（入山国有林ほか）や田子倉ダムを望むことができる。

## 登山口までのアクセス
- 久保登山口
東日本旅客鉄道（JR東日本）只見線会津蒲生駅下車徒歩すぐ。または、只見町中心部より国道252号を会津若松市方面へ約5km。国道252号沿いに蒲生集会施設「雪の里」駐車場がある[1]。なお、会津蒲生駅は平成23年7月新潟・福島豪雨により運休していたが、2022年10月1日に復旧した。
- 小蒲生沢登山口
平成23年7月新潟・福島豪雨により閉鎖中[1]。
- 宮原登山口
久保登山口より約1kmほど東にあるが、新潟県中越地震による被害のため通行禁止になっている[1]。